# BBC Elstree Centre
Das BBC Elstree Centre in Borehamwood (Hertfordshire) ist ein britisches Fernsehproduktionsunternehmen, das von der British Broadcasting Corporation (BBC) betrieben wird.

## Geschichte

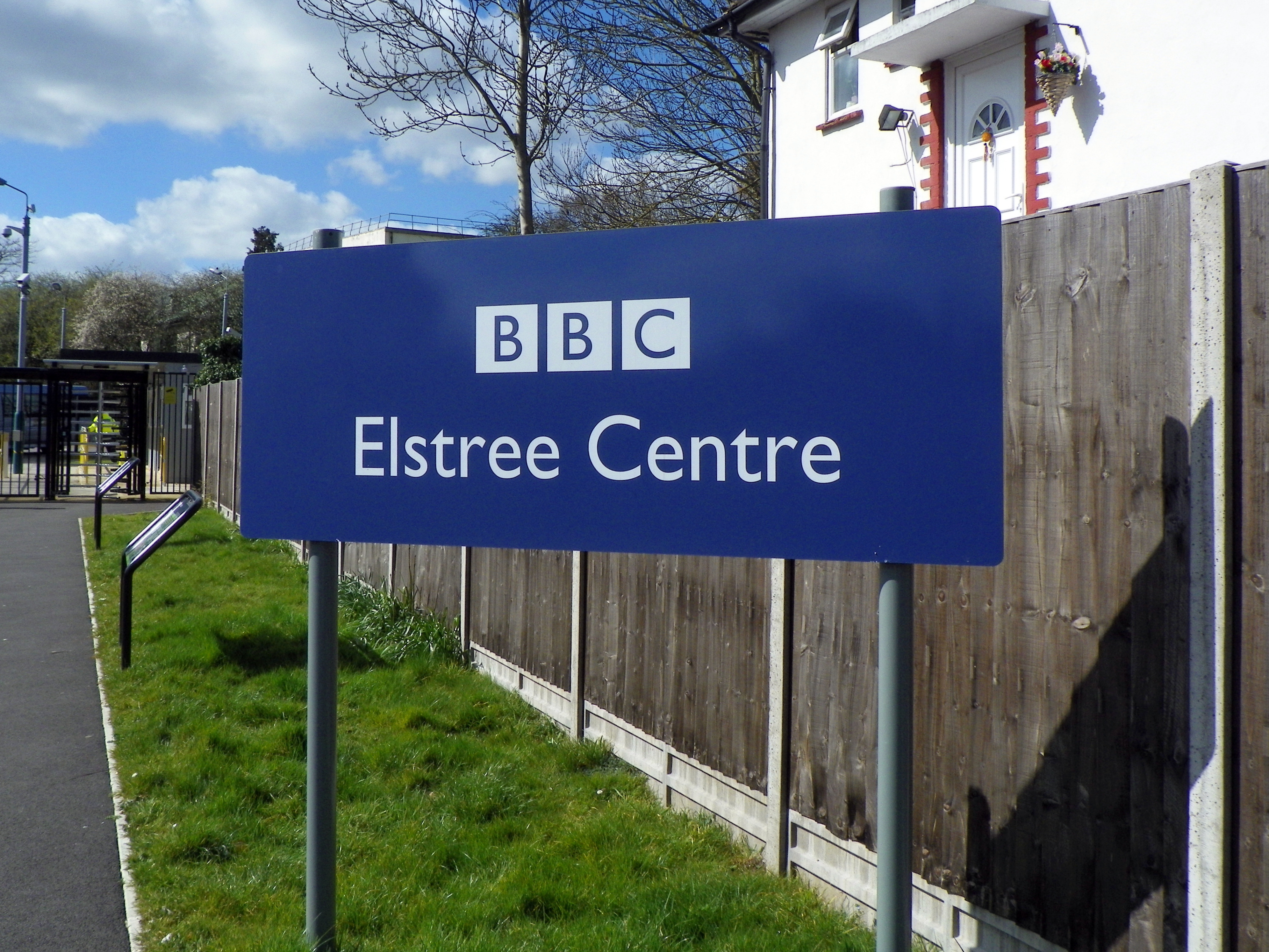
Hinweisschild am Eingang zum BBC Elstree Centre an der Eldon Avenue in Borehamwood (2016)

Die ursprünglichen Filmstudios, unmittelbar nördlich von London in Borehamwood gelegen, wurden 1914 unter dem Namen Neptune Studios eröffnet und entwickelten sich schnell zu einem Eckpfeiler der britischen Filmindustrie. Im Laufe der Jahre wurden dort viele Filme gedreht. Im Jahr 1983 übernahm die BBC das Unternehmen, das heute unter der neuen Firma nun hauptsächlich als Fernsehstudio bekannt ist.
Hier wurden und werden zahlreiche Fernsehserien und TV-Shows des britischen Fernsehens produziert, wie Grange Hill, Top of the Pops, Kilroy und EastEnders. Auch Fernsehgalas wie die zu Children in Need finden hier statt. Ferner werden hier die Sendungen zur britischen Wahlberichtserstattung gedreht.
Unweit des BBC Elstree Centre befinden sich die Elstree Studios.